# Blanka Lipińska
Blanka Lipińska (Puławy, 22 de julho de 1985) é uma cosmetologista e autora best-seller polonesa. É conhecida por sua trilogia erótica que inclui começando por 365 dni. Lipińska também fez adaptações para os cinemas de seus livros, sendo elas 365 Dni (2020) e 365 Dni: Ten Dzień (2022) para os quais ela coescreveu o roteiro e nos quais ela tem uma participação especial.

## Biografia
Blanka nasceu em Puławy, sudeste da Polônia, filha de Malgorzata e Grzegorz Lipiński. Depois de se formar no ensino médio, ela terminou a escola pós-secundária de cosmetologia.
Antes de começar a escrever livros, Blanka trabalhou como terapeuta-hipnotizadora. Ela gosta de esportes e coisas fitness, além de velejar.

## Carreira

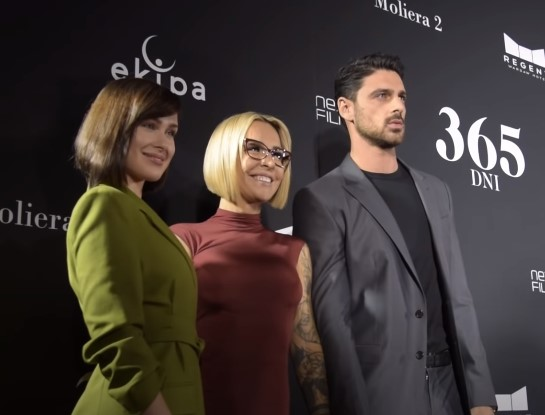
Anna-Maria Sieklucka, Michele Morrone e a autora Blanka Lipińska em 2019

Os três livros de Lipińska fazem parte de uma trilogia. Seus três livros foram publicados inicialmente em polonês, e dois deles receberam versões em inglês. O primeiro teve sua versão em inglês lançada em janeiro de 2021 e o segundo previsto para 2022. Os eventos em todos os três livros ocorrem dentro de alguns meses um do outro. Segundo a autora, suas inspirações para a trilogia erótica foram Fifty Shades of Grey e uma viagem à Sicília. Segundo ela mesma, seus livros são obras semi-autobiográficas.
- 365 dni, Wydawnictwo Edipresse Polska, Warszawa 2018
  - 365 Days (edição em inglês; 2021)
- Ten dzień, Wydawnictwo Edipresse Polska, Warszawa 2018
  - 365 Days-This Day (edição em inglês; 2021)
- Kolejne 365 dni, Wydawnictwo Agora, Warszawa 2019

Atualmente, Blanka vem sendo entrevistada em vários meios brasileiros, como The Noite com Danilo Gentili, Hugo Gloss e Capricho.